# Darceta falcata
Darceta falcata là một loài bướm đêm trong họ Noctuidae.